# A félelmek iskolája
A félelmek iskolája (eredeti cím: The Substitute) 1996-ban bemutatott amerikai akcióthriller, melyet Robert Mandel rendezett. A főbb szerepekben Tom Berenger, Ernie Hudson, Diane Venora, Glenn Plummer, Luis Guzmán és William Forsythe látható.
Az Amerikai Egyesült Államokban 1996. április 19-én mutatták be, vegyes kritikai fogadtatás mellett. Három folytatása született, de ezekben Berenger helyett Treat Williams alakított főszerepet: A félelmek iskolája 2. – Beépülve (1998), A félelmek iskolája 3. – Dupla vagy semmi (1999) és A félelmek iskolája 4. – A vér kötelez  (2001).

## Cselekmény
Jonathan Shale vietnámi háborús veterán zsoldos. Miután egy kudarcba fulladt, titkos kubai küldetés során három emberét megölik, visszatér Miamiba. Barátnője, Jane Hetzko tanárnőként dolgozik egy problémás belvárosi középiskolában, a Columbus High Schoolban. Juan Lacas, a KAP (Királyok a pusztulásért) banda vezére különösen neheztel a tanárnőre és nemsokára egy ismeretlen támadó eltöri a nő lábát. Hetzko és Shale is úgy véli, a KAP áll a támadás mögött. A zsoldos úgy dönt, hamis személyazonosságot szerezve barátnője osztályában helyettesítő tanárnak adja ki magát, hogy kiderítse az igazságot.
Bár a fegyelmezetlen diákok eleinte nem könnyítik meg a dolgát, a James Smith álnevet használó Shale katonai kiképzését felhasználva képes rendet teremteni óráin. Claude Rolle igazgató ugyan rossz szemmel nézi rendhagyó módszereit, de a tanárnak idővel sikerül diákjaival tiszteletteljes kapcsolatot kialakítania. Összebarátkozik pedagógustársával, Darrell Shermannel és magára vonja az osztályába járó Lacas figyelmét. Az iskolát gyanúsnak találó Shale zsoldos bajtársai segítségével bekamerázza az épületet. Megtudja, hogy Lacas szervezte meg barátnője megtámadását és a fiú titokban összejátszik Rolle-lal, kokaint terjesztve Miamiban. Shale társaival rajtaüt egy drogügyleten, a lopott pénzből pedig iskolai felszereléseket vásárol a diákoknak, melyeket adomány címszóval oszt szét.
Sherman eleinte tagadja Shale felfedezéseit az iskolaigazgatóval kapcsolatban, és rasszistának véli a vádakat. Sherman és egy diáklány véletlenül felfedezik az alagsorban, amint Rolle és több tanuló drogot pakol fel egy iskolabuszra. Sherman önfeláldozó módon eltereli a bűnözők figyelmét, így a diák el tud menekülni és értesíteni Shale-t, de a tanárt agyonlövik. 
Rolle megszervezi Shale eltüntetését egy szándékos autóbaleset által és Lacast Hetzko lakására irányítja. Rolle barátnője megmentésére siet és egy másik diák közreműködésével megöli Lacast. A zsoldos társaival együtt az iskolába megy, végső leszámolásra a KAP tagjai ellen. Itt lövöldözés tör ki, melybe Johnny Glades amerikai őslakos bűnvezér, egy rivális zsoldoscsapat tagjai, valamint Rolle is beszáll. A tűzharcot csak Shale és egy Joey Six nevű társa éli túl. A film végén együtt távoznak a szétlőtt iskolaépületből.

## Szereplők
| Szerep                       | Színész          | Magyar hang      |
| ---------------------------- | ---------------- | ---------------- |
| Jonathan Shale / James Smith | Tom Berenger     | Kőszegi Ákos     |
| Claude Rolle iskolaigazgató  | Ernie Hudson     | Vass Gábor       |
| Jane Hetzko                  | Diane Venora     | Csere Ágnes      |
| Darrell Sherman              | Glenn Plummer    | Mikula Sándor    |
| Juan Lacas                   | Marc Anthony     | Minárovits Péter |
| Matt Wolfson                 | Cliff De Young   | Harmath Imre     |
| Jerome Brown                 | Shar-Ron Corley  |                  |
| Wellman                      | Richard Brooks   |                  |
| Joey Six                     | Raymond Cruz     | Holl Nándor      |
| Johnny Glades                | Rodney A. Grant  |                  |
| Rem                          | Luis Guzmán      |                  |
| John Janus                   | Willis Sparks    |                  |
| Hannah Dillon                | Peggy Pope       |                  |
| Lisa Rodriguez               | María Celedonio  |                  |
| Rodriguez                    | Vincent Laresca  | Seszták Szabolcs |
| Holland                      | William Forsythe | Halmágyi Sándor  |
| Michael Davis                | David Spates     |                  |
| Tay                          | Maurice Compte   |                  |

## Folytatások
A filmnek három, kizárólag DVD-n kiadott folytatása készült, Treat Williamsszel a főszerepben:
- A félelmek iskolája 2. – Beépülve (1998)
- A félelmek iskolája 3. – Dupla vagy semmi (1999)
- A félelmek iskolája 4. – A vér kötelez  (2001)

## Fordítás
- Ez a szócikk részben vagy egészben  a   The Substitute című angol Wikipédia-szócikk ezen változatának fordításán alapul.  Az eredeti cikk szerkesztőit annak laptörténete sorolja fel. Ez a jelzés csupán a megfogalmazás eredetét és a szerzői jogokat jelzi, nem szolgál a cikkben szereplő információk forrásmegjelöléseként.

## Hasonló filmek
- Tábladzsungel (1955)
- Az erőszak iskolája (1982)
- Az új diri (1987)
- Kiborgtanárok (1991)
- Veszélyes kölykök (1995)